# Паппа
ਪ [pappaː] (в.-пандж. ਪੱਪਾ) — двадцать шестая буква алфавита гурмукхи, которая обозначает:
- глухой губно-губной взрывной согласный /p/ (на конце слова, в сочетании с символами для обозначения гласных)

Примеры:
ਪੇਟ [peːʈ] — живот
- сочетание этого согласного (/p/) с кратким гласным /a/ (при отсутствии других символов для обозначения гласных)

Примеры:
ਪਤਨੀ [pat̪niː] — жена